# King’s Lynn Stars
King’s Lynn Stars – żużlowy klub z Norfolk (Anglia). Wicemistrz w sezonie 2000 i 2018 oraz 3-krotny brązowy medalista w latach 1972, 1973 i 1999.
Barw drużyny bronili m.in. Leigh Adams, Jason Crump, Henrik Gustafsson, Dave Jessup, Michael Lee, Mark Loram, Nicki Pedersen, Tony Rickardsson, Billy Sanders, Bobby Schwartz, Malcolm Simmons, Simon Wigg i Darcy Ward.
Polscy żużlowcy startujący w barwach King’s Lynn: Tomasz Bajerski, Łukasz Jankowski, Artur Pietrzyk, Piotr Protasiewicz, Sebastian Ułamek i Maciej Janowski

## Skład na sezon 2015[1]
- Niels-Kristian Iversen
- Kenneth Bjerre
- Rory Schlein
- Nicklas Porsing
- Robert Lambert
- Lewis Kerr
- Ashley Morris